# アーリム・ハーン
エミール・サイイド・ムハンマド・アーリム・ハーン（Emir Mohammed Alim Khan, 1880年1月3日 - 1944年4月28日）は、ロシア帝国の軍人、中央アジアのブハラ・ハン国マンギト朝最後のアミール（在位：1911年1月3日 - 1920年8月30日）。
ブハラは1873年にロシア帝国の保護国とされたとはいえ、アミールは専制君主としてアミール国国内を統治していた。
13歳のとき、アーリム・ハーンは父王アブドゥルアハド・ハーン（Abdulahad Khan）により、政治学と近代軍事技術を学ばせるために、サンクトペテルブルクに送られた。1896年、ロシア政府によりブハラ・アミール国の太子として正式に認められ、彼は帰国した。
ブハラにおいて父の統治を手伝った後、彼はナゼフ（Nasef）県の知事に任命され、12年間務めた。彼はその後、カルミナ（Karminah）の北部州へ転任し、彼の父が亡くなる1910年まで2年間、ここを統治した。
アーリム・ハーンの統治は、約束事をもって始められた。初め彼は、もはや如何なる贈り物も望まず、受け取らない、そして役人が国民に賄賂を要求したり、個人的に税を課すのを禁止する、と宣言した。しかしながら、アミールの態度が時の経過で変わるとともに、賄賂、税、役人の給与も変わって行った。伝統主義者と革新主義者との争いは、伝統主義者による統制、革新主義者のモスクワやカザンへの亡命という結果に終った。初めは近代化と革新主義者を支持したアーリム・ハーンも、それらの究極の目標が、支配者としての彼や彼の子孫が排除されることに気が付いた、と考えられる。前王と同じで、アーリム・ハーンは伝統的支配者であった。彼はウラマーたちを押さえ込む道具として改革の考えを弄び、そしてマンギト朝支配を強固なものにするのに利用できるかどうかを見ていた。
最も重要なタジク人作家の一人、サドリディン・アイニーは、アミールの下での生活を活き活きと記述している。彼はタジク語を話すとして鞭を打たれ、後に著書『ブハラの死刑執行人』（Jallodon-i Bukhara, The Bukhara Executioners）においてアミールの支配下での生活を描いている。
アーリム・ハーンは最初にして唯一、カリフを名乗ったマンギト朝の支配者であった。
1920年にボリシェビキがブハラを併合し、ブハラ人民ソビエト共和国を宣言したとき、アミールはドゥシャンベに逃げ、その後アフガニスタンに亡命し、そこから東ブハラ(現在のタジキスタン)でのバスマチ蜂起の指揮を行った。彼は1944年、カーブルで死去した。
アミールの娘シュクリア・ラード・アリミはソ連のアフガニスタン侵攻でアメリカ合衆国に逃れてボイス・オブ・アメリカで活動し、アミールの息子シャームラード・オリモフは父のアミールと対立して赤軍に加わって大祖国戦争で武功をあげた。